# Isaac Oliver

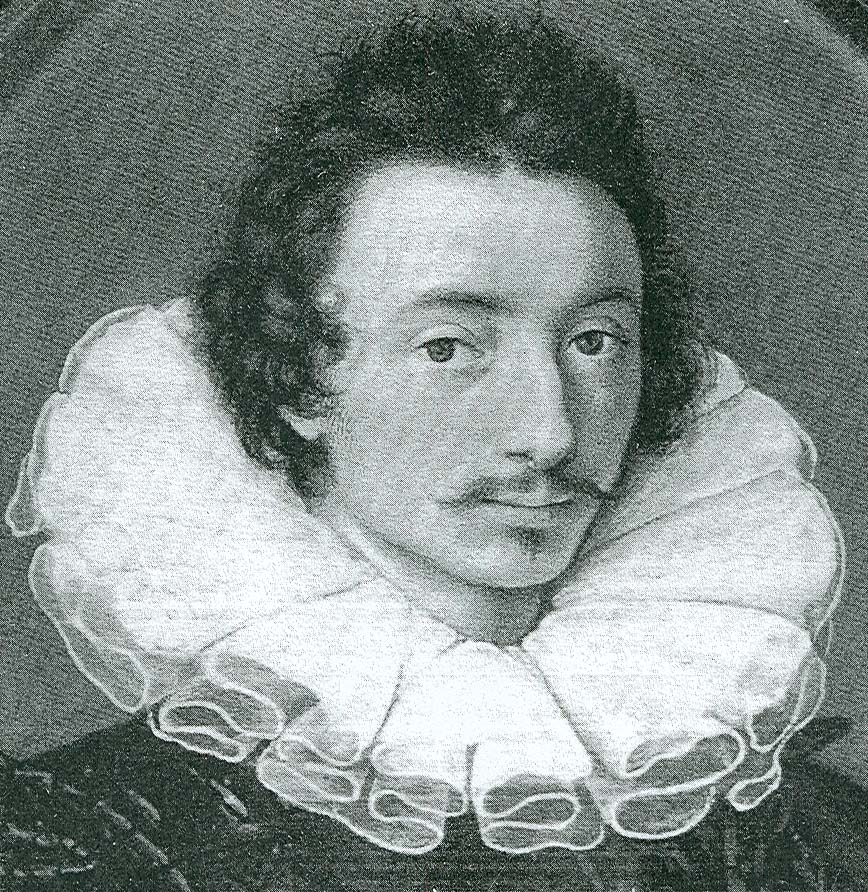
Zelfportret, ca.1595, National Portrait Gallery, Londen

Isaac Oliver (Rouen, ca. 1565 – Londen, begr. 2 oktober 1617) was een oorspronkelijk uit Frankrijk afkomstig Engels kunstschilder, met name van portretten op zeer klein formaat.
Oliver kwam al als kind (rond 1568) met zijn ouders naar Engeland om te ontkomen aan de vervolging van de hugenoten in Frankrijk. In Londen kreeg hij les van de befaamde miniatuurschilder Nicholas Hilliard, hofschilder van Elizabeth I.
Hij zou zijn leermeester later naar de kroon steken. Elizabeth was niet zeer gecharmeerd van zijn werk, maar na haar dood trad hij in dienst van Anna van Denemarken, de echtgenote van Jacobus I, en hun zoon Hendrik Frederik Stuart.
Oliver trouwde tweemaal. Zijn eerste vrouw, Elizabeth, overleed in 1599. Uit dat huwelijk werd een zoon geboren, Peter Oliver, die eveneens miniatuurschilder werd. In 1602 hertrouwde hij met Sara, een dochter van Marcus Gerards.
Olivers latere werk werd geïnspireerd door de Italiaanse en Nederlandse schilderkunst die hij bestudeerde. Zijn zeer gedetailleerde miniaturen bevatten vooral portretten van de pronkzuchtig geklede dames aan het Engelse hof.